# Sunland Baobab
Sunland Baobab (tudi Platlandski baobab, Mooketsi baobab, drevesni bar, veliki baobab ali pubsko drevo) je dobro znan ogromen Opičji kruhovec (Adansonia digitata) v Južni Afriki. Drevo stoji na kmetiji Sunland (Platland Farm), blizu Modjadjiskloofa (prej znanega kot Duiwelskloof) v provinci Limpopo. V eni študiji je bilo drevo datirano z ogljikom in ugotovljeno, da je staro približno 1060 let, plus ali minus 75 let. Rezultati drugih študij pa kažejo na veliko višjo starost. Drevo je spomladi obilno cvetelo in v nekem trenutku nudilo zatočišče dvema paroma sov in drugim vrstam ptic. Večina drevesa je odmrla v letih 2016 in 2017.

## Struktura
Preden se je začel rušiti, je bil visok 22 metrov in je imel obseg 47 metrov. Premer debla je bil 10,64 metra (Glencoe Baobab je bil do razcepa leta 2009 večji, Árbol del Tule pa je prav tako večji s premerom 14,05 m), premer krošnje pa 30,2 metra. Deblo je sestavljeno iz dveh povezanih delov, vsak s svojo ogromno votlino, ki sta povezani z ozkim prehodom. Tretjina baobaba se je zrušila avgusta 2016. To so pripisali starosti in naravnemu votljenju debla s časom. Lastniki nepremičnin nameravajo podrti del debla pustiti takšen, kot je padel, in tako omogočiti naravnim procesom, da preoblikujejo in asimilirajo strukturo.

## Zgodovina
Ko so leta 1993 notranje votline očistili komposta, so našli dokaze o obiskih Grmičarjev in Voortrekkerjev. Ogljične preiskave v votlinah so pričale o požarih v letih 1650, 1750–1780, 1900, 1955 in 1990.

## Turistična atrakcija
Veliki Sunland baobab je postal priljubljena turistična atrakcija po letu 1993, ko so lastniki kmetije Sunland v njegovem votlem deblu uredili bar in vinsko klet. Votlo središče drevesa so očistili precejšnje plasti komposta, da bi odkrili tla približno meter pod sedanjim nivojem tal. V kvadratno naravno odprtino v deblu so postavili vrata, v notranjosti pa so zgradili gostilno v obliki železniškega praga s točenim pivom, sedeži in glasbenim sistemom. Nekoč se je v tem drevesnem baru udeležilo zabave 60 ljudi. V drugi votlini je bila postavljena vinska klet, ki zaradi naravnih odprtin drevesa ohranja konstantno temperaturo 22 °C.
Bar je bil uničen leta 2017, ko se je drevo razcepilo, kar je bil drugi večji zlom v dveh letih. Glede na študijo, objavljeno leta 2018, v zadnjih 12 letih ni odmrl le Sunlandski baobab, temveč »večina najstarejših in največjih afriških baobabov«.[7]